# Roncello
Roncello är en ort och kommun i provinsen Monza e Brianza i regionen Lombardiet i Italien. Kommunen hade 4 755 invånare (2018).